# Burgstall Landau an der Isar
Der Burgstall Landau an der Isar, auch als Burgstall auf dem Kalvarienberg oder Burg Ahausen bezeichnet, ist eine abgegangene mittelalterliche Spornburg in der niederbayerischen Stadt Landau an der Isar im Landkreis Dingolfing-Landau.
Er liegt auf dem Kalvarienberg am östlichen Stadtrand von Landau. Er wird als Bodendenkmal unter der Aktennummer D-2-7342-0015 im Bayernatlas als „Burgstall des Mittelalters und der frühen Neuzeit mit abgegangener ehemaliger Burgkapelle“ geführt.

## Beschreibung
Auf einem nach Osten vorstoßenden Geländesporn des südlichen Talrandes liegt ein mehrgliedriger Burgstall. Sein Kernwerk an der Spornsptitze nimmt ein Plateau von 64 (Nordwest-Südost-Richtung) × 35 m (Südwest-Nordost-Richtung) ein. Dieses wird gegen die Vorburg durch einen flachen Graben, einen Wall und einen äußeren Graben geschützt. Die großteils überbaute Vorburg von 180 m Breite und 40 m Länge ist vom Hinterland durch einen leicht geschwungenen Schildwall von etwa 200 m Länge und einen kaum mehr erkennbaren Halsgraben abgetrennt. Unbekannt ist, ob die Burg aus (Ziegel-)steinen oder aus Holz errichtet wurde. Bei einer 2015 durchgeführten archäologischen Grabung kamen viele Dachziegelreste, Teller, Deckel sowie z. T. verzierte Tonscherben und fragmentierte Schüsselkacheln aus dem späten 14. bzw. frühern 15. Jahrhundert zum Vorschein. Beim Aufbereiten der Funde kamen urgeschichtliche Siedlungsbefunde aus der späten Linearband- und Stichbandkeramik zu Tage, welche um 3200 v. Chr. zu datieren und als älteste Siedlungsbefunde von Landau anzusprechen sind (u. a. Tonscherben und Silices aus dem Flintsbacher Vorkommen sowie eine vier cm lange Klinge als Sichelersatz aus Arnhofen bei Abensberg).
Der im Urkataster von  Bayern noch genannte „Hofbauer“ weist auf die ehemalige Burganlage hin.

## Geschichte
Es wird angenommen, dass der Burgstall von den Herren von Ahausen, einem Geschlecht, das Mitte des 13. Jahrhunderts ausgestorben ist, errichtet wurde. Genannt werden 1126 Ovdalrich de Ahavsen sowie als die letzten Ahausener 1251 Rapoto und Hadmar. Da diese ohne männliche Nachkommen starben, ging die Burg an den bayerischen Herzog über. Im 19. Jahrhundert wurde die ehemalige Burgkapelle abgebrochen.